# ماريو ماركيز
ماريو ماركيز هو سباح برتغالي، ((و. 1901 – 1989 م)).

## وصلات خارجية
- ماريو ماركيز على موقع الاتحاد الدولي للسباحة (الإنجليزية)
- ماريو ماركيز على موقع أوليمبيديا (الإنجليزية)